# Cilcare
 (mars 2025).
Cilcare est une entreprise française de biotechnologie, fondée en 2014, spécialisée dans le développement de thérapies et de technologies pour les pathologies auditives,.

## Activité
Basée à Montpellier, avec des activités à Boston, Cilcare mène des recherches sur des conditions comme la synaptopathie cochléaire et les acouphènes. L’entreprise utilise l’intelligence artificielle et des approches biotechnologiques pour développer des candidats médicaments tels que CIL001, destiné à restaurer les connexions nerveuses ainsi que des biomarqueurs auditifs,.

## Histoire
Cilcare a été créée en juillet 2014 par trois cadres de Sanofi, Celia Belline, Marie-Pierre Pasdelou et Sylvie Pucheu,.
En 2017, Cilcare crée une filiale à Boston et s’associe avec la société Cbset, spécialisée dans la recherche biomédicale, afin de commercialiser une offre de toxicologie réglementaire pour les produits développés pour le traitement des problèmes dʼaudition. Cilcare a également signé un partenariat avec Draper, spécialisé dans les systèmes microélectronique et microfluidiques, dans le but de développer un système dʼadministration intracochléaire de médicament. En novembre 2020, Cilcare s’implante au Danemark, et fait l’acquisition de 4 composés du portefeuille de Sanofi.
En juin 2021, Cilcare signe un accord de partenariat avec Knotus, une CRO non clinique basée en Corée du Sud pour le développement de thérapies pour prévenir et traiter les déficiences auditives. En mai 2023, Cilcare, en collaboration avec la SATT AxLR et le Laboratoire de Bio-ingénierie et Nanosciences de l’Université de Montpellier, lance OrgaEar. Ce projet utilise des cellules souches pluripotentes induites et des cultures 3D pour créer des organoïdes cochléaires, visant à étudier et développer des traitements pour la surdité sans recourir à des expérimentations animales,.
En juin 2024, Cilcare et Shionogi annoncent la signature d’un accord d'option exclusive permettant à Shionogi d’acquérir une licence mondiale sur deux candidats-médicaments, CIL001 et CIL003, destinés au traitement des troubles auditifs tels que la perte auditive cachée et les acouphènes,.
En décembre 2024, Cilcare lève 21 millions d'euros auprès de plusieurs investisseurs, notamment Shionogi & Co, Multi Invest VCC et SPRIM Global Investments,. L'entreprise clôture, ainsi, un cycle de financement d'un montant de 40 millions d'euros,.
Début 2025, CilCare lance une étude avec les CHU de Montpellier et Nîmes, nommée SAPHIR (early Stage of Alzheimer’s and Parkinson’s diseases, HearIng Relevance).

## Prix et distinctions
En octobre 2022, Cilcare et CBSET remportent le « Hearing Technology Innovator Award » dans la catégorie « thérapeutique ».
En mai 2023, Cilcare remporte le prix des femmes d’affaires de la FACCNE (French-American Chamber of Commerce of New England).
En juin 2024, Cilcare remporte l'Appel à Projets « i-Démo » du Plan France 2030, et obtient 4,2 millions d’euros de financement.
En Septembre 2024, Cilcare remporte le « Hearing Technology Innovator Award” pour son candidat medicament CIL001'.